# Melnîkî, Romnî
Melnîkî (în ucraineană Мельники) este un sat în comuna Andriașivka din raionul Romnî, regiunea Sumî, Ucraina.

## Demografie
Componența lingvistică a localității Melnîkî
     Ucraineană (95,28%)
     Rusă (4,72%)
Conform recensământului din 2001, majoritatea populației localității Melnîkî era vorbitoare de ucraineană (95,28%), existând în minoritate și vorbitori de rusă (4,72%).